# He Reigns: The Worship Collection
He Reigns: The Worship Collection é a segunda compilação da banda Newsboys, lançada a 4 de Outubro de 2005.

## Faixas
1. "It Is You" – 4:22
2. "He Reigns" – 4:54
3. "You Are My King (Amazing Love)" – 4:34
4. "Presence (My Heart's Desire)" – 3:57
5. "Devotion" – 3:58
6. "Blessed Be Your Name" (com Rebecca St. James) – 4:34
7. "Beautiful Sound" – 3:46
8. "In Christ Alone" – 3:58
9. "Strong Tower" – 4:03
10. "Lord (I Don't Know)" – 3:47
11. "God of Nations" – 3:47

Notas
- Faixas 1 e 10: Thrive
- Faixas 2, 3 e 8: Adoration: The Worship Album
- Faixas 4, 5, 6, 9 e 11: Devotion
- Faixa 7: Love Liberty Disco

## Tabelas
Álbum
| Tabela (2005)        | Posição |
| -------------------- | ------- |
| Top Christian Albums | 35      |